# Sinera
Sinera es el mundo mítico que el escritor español Salvador Espriu creó para sus obras, un mundo que en principio es la síntesis de su infancia, del mundo que le resulta placentero pero también donde suceden todos los acontecimientos de su obra y donde sitúa a sus personajes grotescos que representan diferentes elementos de la realidad; estos personajes se van repitiendo en diferentes obras y se puede seguir su ciclo vital.
Sinera es el anagrama de Arenys de Mar,  el pueblo de donde era original la familia Espriu y donde pasaban todos los veranos. El poeta mitificó este mundo, recurso que también han utilizado otros autores (como Llorenç Villalonga en Bearn) con el fin de tener un correlato objetivo donde situar todos los elementos de su obra.
Algunas de sus obras llevan por título el nombre de Sinera, como es el caso del libro de poemas Cementeri de Sinera.